# (29476) Kvíčala
(29476) Kvíčala – planetoida z pasa głównego asteroid okrążająca Słońce w ciągu 4 lat i 193 dni w średniej odległości 2,74 j.a. Została odkryta 31 października 1997 roku w obserwatorium astronomicznym w Ondřejovie przez Petra Pravca. Nazwa planetoidy pochodzi od Jana Kvíčali (1913–1972), czeskiego prawnika i astronoma amatora. Przed jej nadaniem planetoida nosiła oznaczenie tymczasowe (29476) 1997 UX14.